# Gnathothlibus eroides
Gnathothlibus eroides är en fjärilsart som beskrevs av Koch 1871. Gnathothlibus eroides ingår i släktet Gnathothlibus och familjen svärmare. Inga underarter finns listade i Catalogue of Life.